# Meiberger – Mörderisches Klassentreffen
Meiberger – Mörderisches Klassentreffen ist ein österreichischer Fernsehfilm aus dem Jahr 2021 von Michael Podogil mit Fritz Karl als Gerichtspsychologe Thomas Meiberger und Martina Ebm als Ermittlerin Anna Doppler. Die Erstausstrahlung auf ServusTV erfolgte am 20. November 2021. Nach drei Staffeln mit 20 Episoden der Krimiserie Meiberger – Im Kopf des Täters ermittelt Meiberger erstmals in einem Spielfilm. 
Am 9. November 2021 wurde der Film im Wiener Metro-Kino präsentiert.

## Handlung
Auf einem idyllischen Schloss feiert Gerichtspsychologe Thomas Meiberger sein 30-jähriges Maturatreffen. Das Schloss wird von Melanie Berger, der damaligen Klassensprecherin, gemanagt. Nachdem der unbeliebte frühere Schulkollege Martin Mars dort auftaucht brechen alte Konflikte wieder auf. Martin ist mittlerweile ein berühmter Magier, der in Las Vegas Karriere gemacht hat. Einige der ehemaligen Schulkollegen bleiben über Nacht. Am nächsten Morgen wird Martin tot in der Nähe des Schlosses aufgefunden. Das Opfer weist Rippenprellungen und einen Genickbruch auf, außerdem wurde er gefesselt und geknebelt.
Kommissarin Anna Doppler von der Kriminalpolizei nimmt die Ermittlungen auf und wird dabei von Revierinspektor Kevin Ganslinger und der Forensikerin Ulla unterstützt. Doppler vermutet, dass Martin von einem der ehemaligen Schulkollegen ermordet wurde. Damit zählt auch Meiberger selbst zu den Verdächtigen, der ebenso ein Motiv hatte wie die anderen Gäste auch. Meiberger will seine Unschuld beweisen, indem er den Mord selbst aufklärt. Kommissarin Doppler nimmt an, dass Meiberger Martin getötet haben könnte, weil er auf dessen Karriere als Zauberer neidisch war. Meiberger bestreitet das allerdings. Melanie Berger war damals mit Martin liiert gewesen. Martin hatte intime Fotos von ihr in der ganzen Schule aufgehängt und sie jetzt beim Klassentreffen erneut damit provoziert.

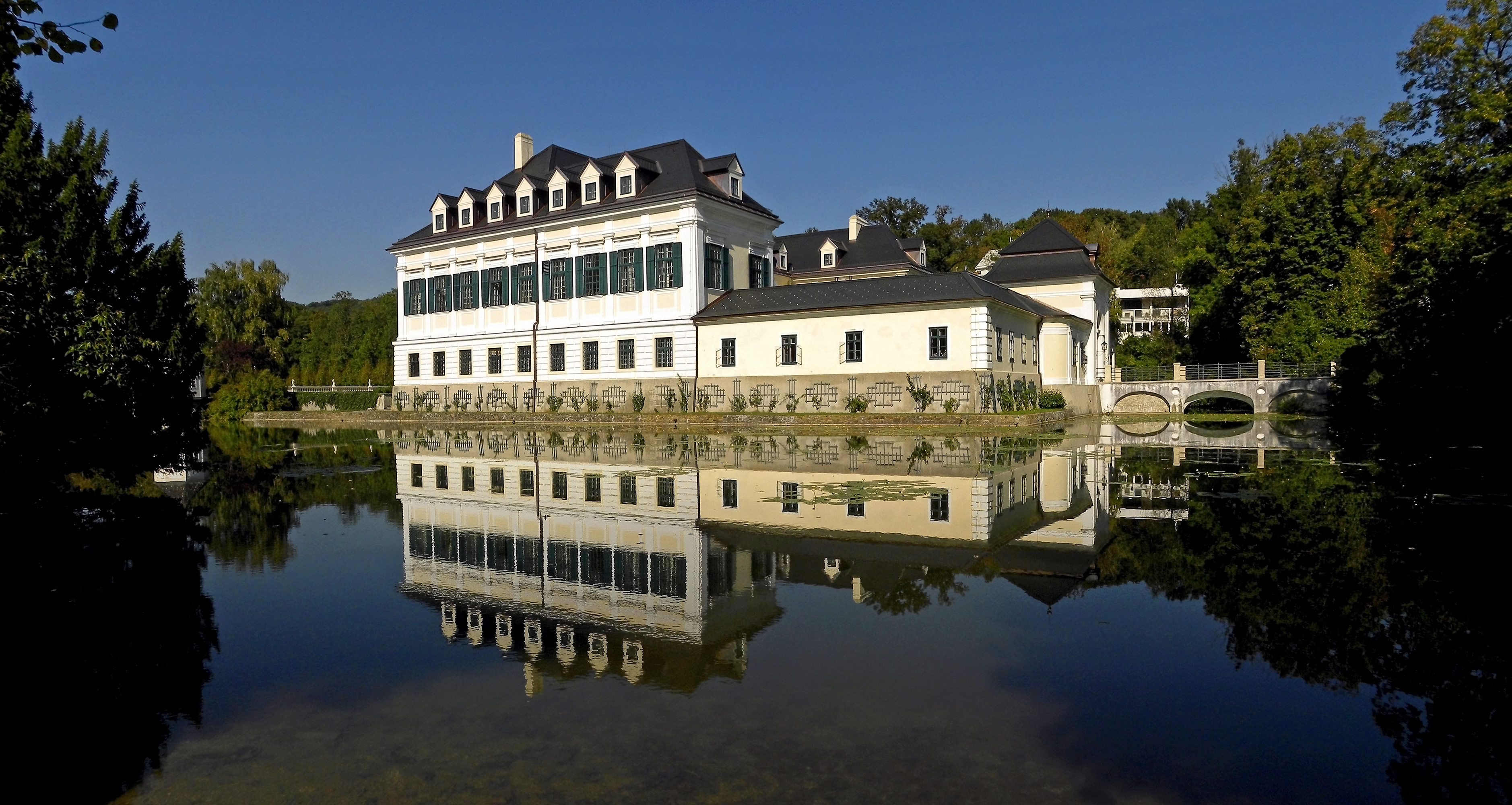
Einer der Drehorte: Schloss Laudon in Wien-Penzing

Der klaustrophobische Hans, der mit seinem Bruder zusammenwohnt, wurde damals von Martin gemobbt, unter anderem im Kasten eingesperrt und wegen seines Asthmas als „Husti Hansi“ bezeichnet. Meiberger stellt fest, dass Hans sich seit damals stark verändert hat. Der gibt an, viel an Gewicht verloren zu haben. Auch fällt Meiberger auf, dass Hans sich nicht mehr erinnern kann, wie lange ihn Martin im Kasten eingesperrt hatte. Laut Firmenbuch ist Hans Teilhaber einer Apotheke, die sein Bruder Georg führt. Hans war im Abschlussjahr nicht mehr zur Schule gegangen und hatte nicht maturiert. Auf dem Klassentreffen wurde er erneut von Martin Mars gemobbt. Allerdings hat Hans ein Alibi für den Tatzeitpunkt: wegen seiner Klaustrophobie und des Ärgers über Martin hat er die ganze Nacht im Freien verbracht, die Aufnahmen der Überwachungskamera bestätigen dies.
Vanessa Meinhardt war damals Rebellin und ist mittlerweile Schuldirektorin, sie hatte kaum Kontakt zu Martin. Eva Prinz hat eine Vorstrafe und laut Doppler ist die Person mit den meisten Vorstrafen in 90 Prozent der Fälle der Täter bzw. die Täterin. Im Jahr nach der Matura war Eva wegen versuchten Mordes an Meiberger eingewiesen worden. Sie litt an einer Wahrnehmungsstörung, die Unterscheidung zwischen Traum und Realität war in der Aufwachphase gestört. Eva hielt Meiberger für einen Verfolger aus ihrem Albtraum. 
Franz Gruber ist als Finanzdienstleister tätig. Er hatte sich um Anerkennung von Martin bemüht und dessen Finanzportfolio verwaltet. Nachdem Meiberger das Alibi von Franz als Lüge entlarvt und herausfindet, dass Franz zur Tatzeit nicht auf seinem Zimmer war, verliert Franz die Kontrolle und greift Meiberger tätlich an. Meiberger erinnert sich, dass er in der Nacht einen Streit zwischen Martin und Franz mitangehört hatte. Aus einer Mail auf dem Handy des Opfers geht hervor, dass Martin Franz als dessen Portfolio-Manager gekündigt hatte. Der Schwiegervater von Franz war dessen Chef, die Bank hatte herausgefunden, dass Franz Geld von Martin veruntreut hatte.
Kurz darauf stürzt Franz aus einem Fenster im ersten Stock des Schlosses, schlägt mit dem Kopf auf dem Boden auf und stirbt. In dem Zimmer, aus dem Franz zu Tode gestürzt ist, treffen Meiberger und Ganslinger auf Eva. Die gibt an, sich nicht mehr erinnern zu können, was sie dort gesucht hat. Doppler vermutet, dass Eva einen Rückfall erlitten haben könnte und wie vor 30 Jahren Franz Gruber ebenfalls für jemand anderen gehalten haben könnte. Hans gibt an, mitangehört zu haben, wie Franz Eva als „Psychotante aus dem Irrenhaus“ bezeichnet und sie des Mordes an Martin bezichtigt hatte.
Als Vanessa von der Polizei gesucht wird findet Meiberger sie am Dachboden. Sie verweigert allerdings die Aussage. Hans hatte zuvor beobachtet, wie Melanie Vanessa eine Ohrfeige verpasst hat. Laut Melanie, weil Vanessa hysterisch war. Eva hat erneut einen Zusammenbruch und nimmt an, Franz und Martin getötet zu haben, nachdem sie in der Früh nicht in ihrem Zimmer aufgewacht ist und sich nicht erinnern kann, wie sie in das Zimmer kam, aus dem Franz gestürzt ist. Meiberger kann nicht ausschließen, dass sie tatsächlich die Täterin ist.
Der Laborbefund vom Rachenabstrich von Martin Mars gibt Aufschluss über das Textil, das als Knebel verwendet wurde. Der Knebel selbst wird nicht gefunden. Meiberger erinnert sich, dass jemand in der Mordnacht Feuer im Kamin gemacht hatte. Meiberger und Doppler konfrontieren die Klassenkollegen Vanessa, Hans, Melanie und Eva mit der Theorie, dass Franz Martin umgebracht hat, weil er sich mit dessen Geld verspekuliert hatte, und Franz sich anschließend selbst getötet hat, da er laut Meiberger vermutlich unter einer Borderline-Persönlichkeitsstörung litt. Meiberger vermutet, dass Eva den Lärm aus dem Zimmer von Franz gehört hat und deshalb nachschauen ging. Aufgrund des für sie traumatischen Ereignisses kann sie sich nicht mehr erinnern.
Allerdings stellt Thomas fest, dass Franz am Morgen relativ gelöst war, was in Kombination mit seiner Borderline-Störung gegen ihn als Mörder von Martin spricht. Meiberger vermisst Vanessas Seidenschal und vermutet, dass es sich dabei um die Tatwaffe gehandelt haben könnte. Melanie ist der Meinung, dass man an einem verbrannten Knebel keinerlei DNA-Spuren nachweisen könne. Die Ermittler hatten allerdings nie von einem Knebel gesprochen, für Meiberger bleibt damit nur die Frage, ob Vanessa oder Melanie die Mörderin von Martin war. Melanie und Vanessa hatten Martin in der Tatnacht gefesselt und geknebelt, Melanie hatte mit ihrem Smartphone intime Fotos von Martin aufgenommen um sich zu rächen. Dabei verlor Martin das Bewusstsein, Melanie und Vanessa transportierten Martin daraufhin mit einer Schiebetruhe nach draußen, wo sie mit dem Körper von Martin an einen Baum stießen und Martin einen Genickbruch erlitt. Anschließend warfen sie Martin in den Schlossteich und verbrannten den Seidenschal im Kamin. Vanessa und Melanie werden von der Polizei verhaftet.
Hans nimmt Thomas Meiberger in seinem Auto mit nach Salzburg. Vor der Wohnung von Hans fällt Meiberger auf, dass Hans einen Aufzug benutzt, was aber aufgrund seiner Klaustrophobie eigentlich nicht möglich sein sollte. Außerdem hatte Hans in den letzten Tagen sein Asthmaspray nicht mehr verwendet. Beim Verlassen der Wohnung von Hans nennt ihn eine Krankenpflegerin Georg. Er begründet das damit, dass sie ihn ständig mit seinem Bruder verwechsele. Tatsächlich liegt der echte Hans seit einem damaligen Selbstmordversuch wegen Martin im Krankenbett und ist gelähmt. Georg pflegt seinen Bruder Hans seit 30 Jahren und gesteht, deswegen beim Klassentreffen Martin mit Kaliumchlorid mit seinem Inhalator vergiftet zu haben, was sehr schwer nachzuweisen ist. Nach dem Geständnis vergiftet Georg auch Meiberger mit Kaliumchlorid. Der gelähmte Hans hat zwischenzeitlich am Krankenbett den Notruf ausgelöst, die herbeigeholten Einsatzkräfte können das Leben von Meiberger retten. Georg wird wegen Mordes an Martin und Mordversuchs an Thomas festgenommen. Vanessa und Melanie hatten nur mehr die Leiche des bereits zuvor vergifteten Martin entsorgt.

## Produktion und Hintergrund
Die Dreharbeiten fanden vom 15. Juni bis zum 9. Juli 2021 in Salzburg und in Wien und Umgebung statt. 
Drehort war unter anderem Schloss Laudon im 14. Wiener Gemeindebezirk Penzing.
Produziert wurde der Film von der Mona Film (Produzenten Thomas Hroch und Gerald Podgornig) im Auftrag von ServusTV, unterstützt wurde die Produktion vom Land Salzburg.
Die Kamera führte Sebastian Thaler, für die Ausstattung zeichnete Rudolf Czettel verantwortlich, für das Kostümbild Zizi Bohrer-Lehner, für die Maske Ursula Braun und Tatjana Bösch, für den Ton Roland Winkler und für das Casting Eva Roth.

## Rezeption
Die Erstausstrahlung auf ServusTV am 20. November 2021 erreichte eine Durchschnittsreichweite von 211.000 Zusehern und einen Marktanteil von 7,4 Prozent.